# Toledo Blade
The Blade, também conhecido como Toledo Blade é um jornal diário de notícias de Toledo, Ohio, Estados Unidos. Publicado pela primeira vez em 19 de dezembro de 1835, e é o empreendimento contínuo mais antigo de Toledo. Na verdade teve início dois anos antes da fundação da cidade, por iniciativa de um grupo de empreendedores local, e no seu início, eram apenas quatro páginas por semana.
Ao longo dos anos, o jornal mudou de proprietário várias vezes. Em 1867, David Ross Locke comprou o Toledo Blade. Os proprietários atuais, a família Block o adquiriu da família Locke em 1926, ano em que o prédio da sede atual foi construído. A sede foi inaugurada em 1 de maio de 1927, como um grande evento, inclusive o Presidente Calvin Coolidge acionou uma chave dourada em Washington, D.C. para colocar as máquinas em ação. Hoje em dia, o The Blade cobre 14 condados a Noroeste de Ohio e a Sudeste de Michigan, e o site toledoblade.com, torna as informações locais acessíveis ao Mundo.
O nome foi alterado de Toledo Blade para The Blade em 1960.
Em 2004, o The Blade ganhou o Prêmio Pulitzer de Reportagem investigativa com uma série de histórias intituladas: "Buried Secrets, Brutal Truths".